# Музей Янко Дада

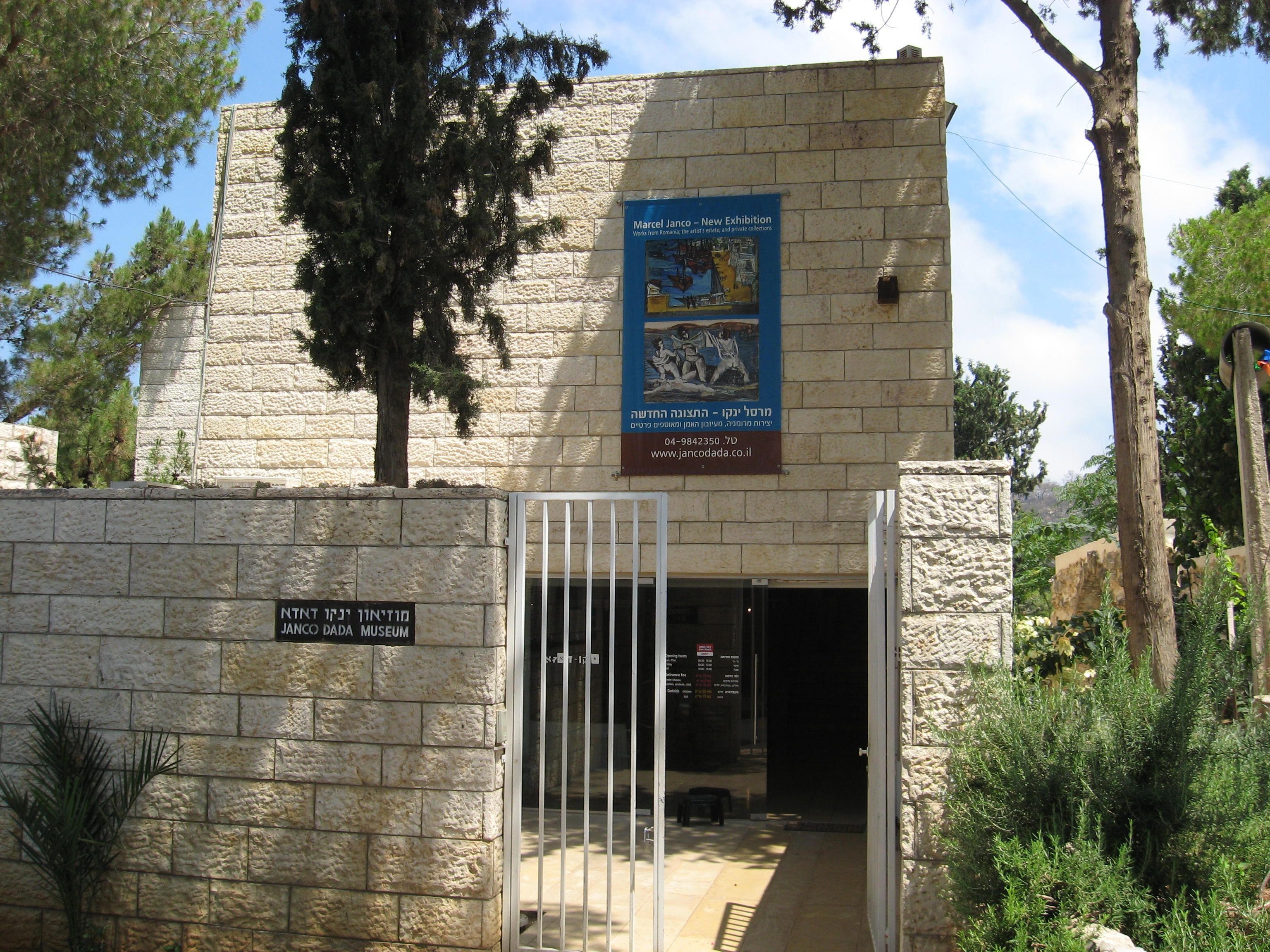
Вход в музей Янко Дада

Музей Янко Дада, расположенный в центре деревни художников, в кибуце Эйн-Ход (Израиль), является художественным музеем, в экспозиции которого представлены работы израильского и румынского художника, архитектора и писателя Марселя Янко (1895 — 1984), одного из основоположников дадаизма; а также произведения модернистской живописи других израильских художников.
В представлении Марселя Янко Эйн-Ход был наиболее подходящим местом для деревни художников и художественного музея.  
В 1953 году в Эйн-Ход прибыла первая группа основателей.
Музей был основан в 1983 году группой друзей Марселя Янко с целью сохранения художественного наследия единственного дадаиста, проживающего в Израиле.